# Friedrich Tränkle
Friedrich „Fritz“ Tränkle (* 13. August 1886 in Großaspach; † 14. März 1968 in Backnang) war ein deutscher Politiker.
Tränkle war von 1932 bis 1939 als selbstständiger Bauingenieur in Beira im heutigen Mosambik tätig. Kurz vor Ausbruch des Zweiten Weltkriegs kam er nach Deutschland zurück. Nach dem Ende des Kriegs wurde er am 16. Juni 1945 von der amerikanischen Militärregierung zunächst zum Bürgermeister von Backnang ernannt. Dieses Amt füllte er bis Dezember 1945 aus, als er zum Landrat des Landkreises Backnang ernannt wurde. Von Januar bis Juni 1946 gehörte er zudem als Vertreter der Landräte der Vorläufigen Volksvertretung von Württemberg-Baden an. Bei der Landratswahl am 7. Juni 1946 unterlag Tränkle dem CDU-Kandidaten Karl Limbeck.